# Tomás Castro Ponce
Tomás Ezequiel Castro Ponce (Concarán, 3 marzo 2001) è un calciatore argentino, centrocampista dell'Almagro in prestito dal River Plate.

## Carriera
Cresciuto nel settore giovanile del River Plate, debutta in prima squadra il 29 novembre 2020, in occasione dell'incontro della Copa Diego Armando Maradona vinto per 0-2 contro il Rosario Central. Nel 2022 viene ceduto in prestito al Godoy Cruz; il 2 luglio successivo esordisce in Primera División, disputando l'incontro vinto per 1-0 contro il Colón (SF).

## Statistiche

### Presenze e reti nei club
Statistiche aggiornate al 6 aprile 2023.
| Stagione           | Squadra            | Campionato         | Campionato | Campionato | Coppe nazionali | Coppe nazionali | Coppe nazionali | Coppe continentali | Coppe continentali | Coppe continentali | Altre coppe | Altre coppe | Altre coppe | Totale | Totale |
| Stagione           | Squadra            | Comp               | Pres       | Reti       | Comp            | Pres            | Reti            | Comp               | Pres               | Reti               | Comp        | Pres        | Reti        | Pres   | Reti   |
| ------------------ | ------------------ | ------------------ | ---------- | ---------- | --------------- | --------------- | --------------- | ------------------ | ------------------ | ------------------ | ----------- | ----------- | ----------- | ------ | ------ |
| 2020               | River Plate        |                    | -          | -          | CdL             | 1               | 0               | CL                 | 0                  | 0                  |             | -           | -           | 1      | 0      |
| 2021               | River Plate        | PD                 | 0          | 0          | CA+CdL          | 0               | 0               | CL                 | 0                  | 0                  | SA+TCLP     | 0           | 0           | 0      | 0      |
| 2022               | Godoy Cruz         | PD                 | 16         | 0          | CA+CdL          | 2+0             | 0               |                    | -                  | -                  |             | -           | -           | 18     | 0      |
| 2023               | River Plate        | PD                 | 0          | 0          | CA+CdL          | 0               | 0               | CL                 | 0                  | 0                  |             | -           | -           | 0      | 0      |
| Totale River Plate | Totale River Plate | Totale River Plate | 0          | 0          |                 | 1               | 0               |                    | 0                  | 0                  |             | 0           | 0           | 1      | 0      |
| Totale carriera    | Totale carriera    | Totale carriera    | 16         | 0          |                 | 3               | 0               |                    | 0                  | 0                  |             | 0           | 0           | 19     | 0      |

## Palmarès

### Club

#### Competizioni nazionali
- Campionato argentino: 1

River Plate: 2021